# Gran Premi de l'Aràbia Saudita del 2023
El Gran Premi de l'Aràbia Saudita de Fórmula 1, segona cursa de la temporada 2023, s'ha disputat al Circuit urbà de Jiddah, a Jiddah, entre els dies 17 a 19 de març del 2023.

## Qualificació
La qualificació fou realitzada el dia 18 de març.
| Pos.                | Nº | Pilot            | Equip/Motor           | Part 1   | Part 2   | Part 3   | Graella |
| ------------------- | -- | ---------------- | --------------------- | -------- | -------- | -------- | ------- |
| 1                   | 11 | Sergio Pérez     | Red Bull-RBPT         | 1:29.244 | 1:28.635 | 1:28.265 | 1       |
| 2                   | 16 | Charles Leclerc  | Ferrari               | 1:29.376 | 1:28.903 | 1:28.420 | 121     |
| 3                   | 14 | Fernando Alonso  | Aston Martin-Mercedes | 1:29.298 | 1:28.757 | 1:28.730 | 2       |
| 4                   | 63 | George Russell   | Mercedes              | 1:29.592 | 1:29.132 | 1:28.857 | 3       |
| 5                   | 55 | Carlos Sainz Jr. | Ferrari               | 1:29.411 | 1:28.957 | 1:28.931 | 4       |
| 6                   | 18 | Lance Stroll     | Aston Martin-Mercedes | 1:29.335 | 1:28.962 | 1:28.945 | 5       |
| 7                   | 31 | Esteban Ocon     | Alpine-Renault        | 1:29.707 | 1:29.255 | 1:29.078 | 6       |
| 8                   | 44 | Lewis Hamilton   | Mercedes              | 1:29.689 | 1:29.374 | 1:29.223 | 7       |
| 9                   | 81 | Oscar Piastri    | McLaren-Mercedes      | 1:29.706 | 1:29.378 | 1:29.243 | 8       |
| 10                  | 10 | Pierre Gasly     | Alpine-Renault        | 1:29.890 | 1:29.411 | 1:29.357 | 9       |
| 11                  | 27 | Nico Hülkenberg  | Haas-Ferrari          | 1:29.547 | 1:29.451 |          | 10      |
| 12                  | 24 | Guanyu Zhou      | Alfa Romeo-Ferrari    | 1:29.654 | 1:29.461 |          | 11      |
| 13                  | 20 | Kevin Magnussen  | Haas-Ferrari          | 1:29.744 | 1:29.517 |          | 13      |
| 14                  | 77 | Valtteri Bottas  | Alfa Romeo-Ferrari    | 1:29.929 | 1:29.668 |          | 14      |
| 15                  | 1  | Max Verstappen   | Red Bull-RBPT         | 1:28.761 | 1:49.953 |          | 15      |
| 16                  | 22 | Yuki Tsunoda     | AlphaTauri-RBPT       | 1:29.939 |          |          | 16      |
| 17                  | 23 | Alexander Albon  | Williams-Mercedes     | 1:29.994 |          |          | 17      |
| 18                  | 21 | Nyck de Vries    | AlphaTauri-RBPT       | 1:30.244 |          |          | 18      |
| 19                  | 4  | Lando Norris     | McLaren-Mercedes      | 1:30.447 |          |          | 19      |
| 107% Temps:1:34.974 |    |                  |                       |          |          |          |         |
| 20                  | 2  | Logan Sargeant   | Williams-Mercedes     | 2:08.510 |          |          | 20      |
| Font:               |    |                  |                       |          |          |          |         |

Notes
- ^1 – Charles Leclerc fou penalitzat en 10 posicions a la graella de sortida per canviar els elements de potència del seu cotxe.[4]

## Resultats de la cursa
La cursa fou realitzada en el dia 19 de març.
| Pos.                                                                      | Nº | Pilot            | Equip/Motor           | Voltes | Temps/Retirada | Graella | Punts |
| ------------------------------------------------------------------------- | -- | ---------------- | --------------------- | ------ | -------------- | ------- | ----- |
| 1                                                                         | 11 | Sergio Pérez     | Red Bull-RBPT         | 50     | 1:21:14.894    | 1       | 25    |
| 2                                                                         | 1  | Max Verstappen   | Red Bull-RBPT         | 50     | +5.355         | 15      | 191   |
| 3                                                                         | 14 | Fernando Alonso  | Aston Martin-Mercedes | 50     | +20.728        | 2       | 15    |
| 4                                                                         | 63 | George Russell   | Mercedes              | 50     | +25.866        | 3       | 12    |
| 5                                                                         | 44 | Lewis Hamilton   | Mercedes              | 50     | +31.065        | 7       | 10    |
| 6                                                                         | 55 | Carlos Sainz Jr. | Ferrari               | 50     | +35.876        | 4       | 8     |
| 7                                                                         | 16 | Charles Leclerc  | Ferrari               | 50     | +43.162        | 12      | 6     |
| 8                                                                         | 31 | Esteban Ocon     | Alpine-Renault        | 50     | +52.832        | 6       | 4     |
| 9                                                                         | 10 | Pierre Gasly     | Alpine-Renault        | 50     | +54.747        | 9       | 2     |
| 10                                                                        | 20 | Kevin Magnussen  | Haas-Ferrari          | 50     | +1:04.826      | 13      | 1     |
| 11                                                                        | 22 | Yuki Tsunoda     | AlphaTauri-RBPT       | 50     | +1:07.494      | 16      |       |
| 12                                                                        | 27 | Nico Hülkenberg  | Haas-Ferrari          | 50     | +1:10.588      | 10      |       |
| 13                                                                        | 24 | Guanyu Zhou      | Alfa Romeo-Ferrari    | 50     | +1:16.060      | 11      |       |
| 14                                                                        | 21 | Nyck de Vries    | AlphaTauri-RBPT       | 50     | +1:17.478      | 18      |       |
| 15                                                                        | 81 | Oscar Piastri    | McLaren-Mercedes      | 50     | +1:25.021      | 8       |       |
| 16                                                                        | 2  | Logan Sargeant   | Williams-Mercedes     | 50     | +1:26.293      | 20      |       |
| 17                                                                        | 4  | Lando Norris     | McLaren-Mercedes      | 50     | +1:26.445      | 19      |       |
| 18                                                                        | 77 | Valtteri Bottas  | Alfa Romeo-Ferrari    | 49     | +1 volta       | 14      |       |
| Ret                                                                       | 23 | Alexander Albon  | Williams-Mercedes     | 30     | Freigs         | 17      |       |
| Ret                                                                       | 18 | Lance Stroll     | Aston Martin-Mercedes | 18     | Motor          | 5       |       |
| Volta ràpida: — Max Verstappen (Red Bull-RBPT) – 1:31.906 (a la volta 50) |    |                  |                       |        |                |         |       |
| Font:                                                                     |    |                  |                       |        |                |         |       |

Notes
- ^1 – Inclòs punt extra per volta ràpida.
- Fernando Alonso finalitza en tercer, però va rebre una sanció de deu segons que va relegar al quart lloc per no complir correctament un pitstop de cinc segons de sanció. No obstant, després d'una apel·lació d'Aston Martin, la sanció va ser revertida al resultat original.[6]

## Classificació després de la cursa
| Pos. | Pilot            | Punts | Canvis |
| ---- | ---------------- | ----- | ------ |
| 1    | Max Verstappen   | 44    | =      |
| 2    | Sergio Pérez     | 43    | =      |
| 3    | Fernando Alonso  | 30    | =      |
| 4    | Carlos Sainz Jr. | 20    | =      |
| 5    | Lewis Hamilton   | 20    | =      |

| Pos. | Constructor           | Punts | Canvis |
| ---- | --------------------- | ----- | ------ |
| 1    | Red Bull-RBPT         | 76    | =      |
| 2    | Aston Martin-Mercedes | 38    | =      |
| 3    | Mercedes              | 38    | =      |
| 4    | Ferrari               | 26    | =      |
| 5    | BWT Alpine-Renault    | 8     | 1      |